# Reconocimiento de ingresos
El principio de reconocimiento de ingresos es la piedra angular de la contabilidad de ejercicio, junto con el principio de conciliación. Ambos determinan el período contable en el que se reconocen los ingresos y los gastos. Según este principio, los ingresos se reconocen cuando se realizan o son realizables, y se ganan (normalmente cuando se transfieren los bienes o se prestan los servicios), sin importar cuándo se recibe el efectivo. En cambio, en la contabilidad de caja, los ingresos se reconocen cuando se recibe el efectivo, independientemente de cuándo se vendan los bienes o servicios.
El efectivo puede recibirse en un periodo anterior o posterior al cumplimiento de las obligaciones (cuando se entregan los bienes o servicios) y se reconocen los ingresos correspondientes, lo que da lugar a los dos tipos de cuentas siguientes:
- Ingresos devengados: Los ingresos se reconocen antes de recibir el efectivo.
- Ingresos diferidos: Los ingresos se reconocen cuando se recibe el efectivo.

Los ingresos realizados durante un periodo contable se incluyen en los ingresos.

## Criterios de las Normas Internacionales de Información Financiera
Las NIIF proporcionan cinco criterios para identificar el evento crítico para reconocer los ingresos en la venta de bienes:
1. El vendedor no tiene control sobre los bienes vendidos.
2. El cobro está razonablemente asegurado.
3. El importe de los ingresos puede medirse razonablemente.
4. Los costes de obtención de los ingresos pueden medirse razonablemente.

Los dos primeros criterios mencionados anteriormente se denominan Cumplimiento. El cumplimiento se produce cuando el vendedor ha hecho la mayor parte o la totalidad de lo que se supone que debe hacer para tener derecho al pago. Por ejemplo: Una empresa ha vendido el bien y el cliente sale de la tienda sin la garantía del producto. El vendedor ha completado su actuación, ya que el comprador es ahora propietario del bien y también de todos los riesgos y beneficios asociados a él. El tercer criterio se denomina cobrabilidad. El vendedor debe tener una expectativa razonable de ser pagado. Debe crearse una cuenta de provisión si el vendedor no tiene plena seguridad de recibir el pago. El cuarto y el quinto criterio se denominan Mensurabilidad. Debido al Principio de Correspondencia, el vendedor debe ser capaz de hacer coincidir los gastos con los ingresos que ayudaron a obtener. Por lo tanto, tanto el importe de los ingresos como el de los gastos deben ser razonablemente medibles.

## Norma general
Los anticipos recibidos no se reconocen como ingresos, sino como pasivos (ingresos diferidos), hasta que se cumplan las condiciones (1.) y (2.).
1. Los ingresos se realizan cuando se recibe el efectivo o las reclamaciones de efectivo (a cobrar). Los ingresos son realizables cuando son fácilmente convertibles en efectivo o en derechos de cobro.
2. Los ingresos se obtienen cuando se transfieren/prestan dichos bienes/servicios.

Reconocimiento de los ingresos de cuatro tipos de transacciones:
1. Los ingresos procedentes de la venta de inventario se reconocen en la fecha de venta, que suele interpretarse como la fecha de entrega.
2. Los ingresos procedentes de la prestación de servicios se reconocen cuando los servicios se completan y se facturan.
3. Los ingresos procedentes de la autorización de uso de los activos de la empresa (por ejemplo, los intereses por el uso de dinero, los alquileres por el uso de activos fijos y los cánones por el uso de activos intangibles) se reconocen a medida que transcurre el tiempo o se utilizan los activos.
4. Los ingresos por la venta de un activo distinto de las existencias se reconocen en el punto de venta, cuando se produce.

### Calendario de ingresos y efectivo
Ingresos devengados (o activos devengados) es un activo como el producto de la entrega de bienes o servicios.  Los ingresos se obtienen en el momento de la entrega, reconociéndose la correspondiente partida de ingresos como ingresos devengados.  El efectivo por ellos se recibirá en un período contable posterior, cuando el importe se deduzca de los ingresos devengados.
Los ingresos diferidos (o ingresos diferidos) es un pasivo, como el efectivo recibido de una contraparte por bienes o servicios que se entregarán en un período contable posterior.  Cuando se produce la entrega, se obtiene el ingreso, se reconoce la partida de ingresos relacionada y se reducen los ingresos diferidos.
Por ejemplo, una empresa recibe una cuota anual de licencia de software pagada por un cliente por adelantado el 1 de enero. Sin embargo, el año fiscal de la empresa termina el 31 de mayo. Por lo tanto, la empresa que utiliza la contabilidad por el principio de devengo sólo añade el valor de cinco meses (5/12) del canon a sus ingresos en pérdidas y ganancias para el año fiscal en que se recibió el canon. El resto se añade a ingresos diferidos (pasivo) en el balance de ese año.

### Anticipos
Los anticipos no se consideran una prueba suficiente de la venta; por lo tanto, no se registran los ingresos hasta que se completa la venta. Los anticipos se consideran un ingreso diferido y se registran como pasivo hasta que se paga la totalidad del precio y se realiza la entrega (es decir, se incurre en obligaciones de congruencia).

## Excepciones

### Ingresos no reconocidos en la venta
La norma dice que los ingresos procedentes del inventario se reconocen en el punto de venta, pero hay varias excepciones.
- Acuerdos de recompra: un acuerdo de recompra significa que una empresa vende un producto y se compromete a recomprarlo al cabo de un tiempo. Si el precio de recompra cubre todos los costes del inventario más los costes de mantenimiento relacionados, el inventario permanece en los libros del vendedor. En pocas palabras: no hubo venta.
- Devoluciones: las empresas que no pueden estimar razonablemente el importe de las devoluciones futuras y/o tienen tasas de devolución extremadamente altas deben reconocer los ingresos sólo cuando expira el derecho de devolución. Las empresas que pueden estimar el número de devoluciones futuras y tienen una tasa de devolución relativamente pequeña pueden reconocer los ingresos en el punto de venta, pero deben deducir las devoluciones futuras estimadas.

### Ingresos reconocidos antes de la venta

#### Contratos a largo plazo
Esta excepción se refiere principalmente a los contratos a largo plazo, como las construcciones (edificios, estadios, puentes, carreteras, etc.), el desarrollo de aviones, armas y sistemas de vuelos espaciales. Estos contratos deben permitir al constructor (vendedor) facturar al comprador en varias partes del proyecto (por ejemplo, cada 10 millas de carretera construida).
- El método del porcentaje de finalización dice que si el contrato especifica claramente el precio y las opciones de pago con la transferencia de la propiedad, se espera que el comprador pague la totalidad del importe y se espera que el vendedor finalice el proyecto, entonces los ingresos, los costes y el beneficio bruto pueden reconocerse cada periodo en función del progreso de la construcción (es decir, el porcentaje de finalización). Por ejemplo, si durante el año se ha completado el 25% de la construcción, el constructor puede reconocer el 25% del beneficio total previsto en el contrato. Este método es el preferido. Sin embargo, la pérdida esperada debe reconocerse íntegra e inmediatamente debido a la restricción del conservadurismo. Aparte de los requisitos contables, es necesario calcular el porcentaje de finalización para comparar los presupuestos y los datos reales con el fin de controlar el coste de los proyectos a largo plazo y optimizar el material, el hombre, la máquina, el dinero y el tiempo (OPTM4). El método utilizado para determinar los ingresos de un contrato a largo plazo puede ser complejo. Normalmente se emplean dos métodos para calcular el porcentaje de realización (i) calculando el porcentaje del coste acumulado incurrido respecto al coste total presupuestado. (ii) determinando el porcentaje de entregables completados como porcentaje del total de entregables. El segundo método es preciso pero engorroso. Para conseguirlo, se necesita la ayuda de un paquete de software ERP que integre la planificación y la programación basadas en las finanzas, el inventario, los recursos humanos y la EDT (estructura de desglose del trabajo), mientras que la contabilización de todos los componentes del coste debe hacerse con referencia a uno de los elementos de la EDT. Hay muy pocos paquetes de software ERP de contratación que tengan el módulo completo integrado para hacer esto.
- El método del contrato completo sólo debe utilizarse si no se puede aplicar el porcentaje de realización o si el contrato entraña riesgos muy elevados. Según este método, los ingresos, los costes y el beneficio bruto sólo se reconocen una vez que el proyecto está totalmente terminado. Así, si una empresa trabaja sólo en un proyecto, su cuenta de resultados mostrará 0 ingresos y 0 costes relacionados con la construcción hasta el último año. Sin embargo, las pérdidas previstas deben reconocerse íntegra e inmediatamente debido a la restricción del conservadurismo.

#### Finalización de la base de producción
Este método permite reconocer los ingresos aunque no se haya realizado ninguna venta. Se aplica a los productos agrícolas y a los minerales. Existe un mercado preparado para estos productos con precios razonablemente asegurados, las unidades son intercambiables y la venta y distribución no implica costes significativos.

### Ingresos reconocidos después de la venta
A veces, el cobro de las cuentas por cobrar implica un alto nivel de riesgo. Si existe un alto grado de incertidumbre sobre la posibilidad de cobro, la empresa debe aplazar el reconocimiento de los ingresos. Existen tres métodos para hacer frente a esta situación:
- El "método de las ventas a plazos" permite reconocer los ingresos una vez realizada la venta, y de forma proporcional al producto del porcentaje de beneficio bruto y el efectivo cobrado calculado. Los ingresos no devengados se difieren y luego se reconocen en los ingresos cuando se cobra el efectivo.[2] Por ejemplo, si una empresa cobró el 45% del precio total del producto, puede reconocer el 45% del beneficio total de ese producto.
- El método de recuperación de costes se utiliza cuando existe una probabilidad extremadamente alta de que los pagos sean incobrables. Con este método no se reconoce ningún beneficio hasta que los cobros en efectivo superen el coste de la mercancía vendida por el vendedor. Por ejemplo, si una empresa ha vendido una máquina de 10.000 dólares por 15.000 dólares, sólo puede empezar a registrar beneficios cuando el comprador paga más de 10.000 dólares. En otras palabras, por cada dólar cobrado que supere los 10.000 dólares se contabiliza su beneficio bruto previsto de 5.000 dólares.
- El método del depósito se utiliza cuando la empresa recibe dinero en efectivo antes de que se produzca una transferencia suficiente de la propiedad. Los ingresos no se reconocen porque los riesgos y beneficios de la propiedad no se han transferido al comprador.[3]

- Principios contables generalmente aceptados
- Comparación de los métodos contables de caja y devengo
- Pruebas objetivas específicas del proveedor

## Nueva norma de reconocimiento de ingresos
El 28 de mayo de 2014, el FASB y el IASB publicaron una guía convergente sobre el reconocimiento de ingresos en contratos con clientes. La nueva guía es anunciada por las Juntas como un logro importante en los esfuerzos para mejorar la información financiera. La actualización se publicó como Actualización de Normas Contables (ASU) 2014-09. Formará parte de la Codificación de Normas Contables (ASC) como Tema 606: Ingresos procedentes de contratos con clientes (ASC 606), y sustituye la literatura de reconocimiento de ingresos existente en el Tema 605 emitido por el FASB. La norma ASC 606 entra en vigor para las entidades públicas en el primer periodo intermedio dentro de los periodos de información anual que comienzan después del 15 de diciembre de 2017; a las empresas que no son públicas se les concedió un año adicional.
La nueva norma pretende:
- Eliminar las incoherencias y los puntos débiles de los requisitos de ingresos
- Proporcionar un marco más sólido para abordar las cuestiones relativas a los ingresos
- Mejorar la comparabilidad de las prácticas de reconocimiento de ingresos entre entidades, sectores, jurisdicciones y mercados de capitales.
- Proporcionar información más útil a los usuarios de los estados financieros mediante la mejora de los requisitos de información
- Simplificar la elaboración de los estados financieros reduciendo el número de requisitos a los que debe referirse una entidad.[5]

La nueva guía sobre ingresos fue emitida por el IASB como NIIF 15. La norma del IASB, en su versión modificada, es efectiva para el primer periodo intermedio dentro de los periodos de información anual que comiencen a partir del 1 de enero de 2018, permitiéndose su adopción anticipada.